# 希耶塔涅米墓园

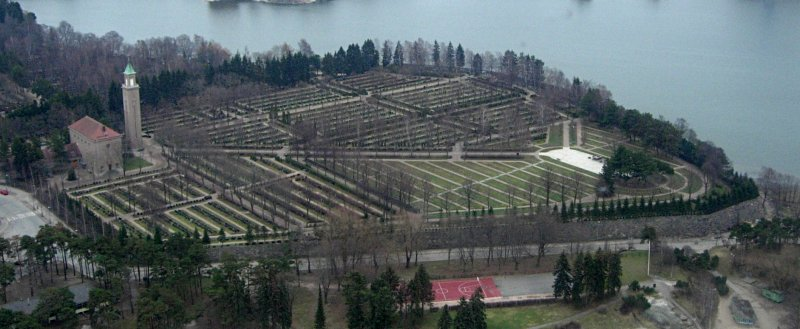
希耶塔涅米墓园战士墓园鸟瞰

希耶塔涅米墓园（芬蘭語：Hietaniemen hautausmaa）位于芬兰首都赫尔辛基。它是芬兰举行国葬的地方。
墓园包括一个范围较大的烈士陵园，里面埋葬出身在赫尔辛基在包括冬季战争（1939-1940）、继续战争（1941-1944）和拉普兰战争（1944-1945）的对抗苏联和纳粹德国战争中献身的烈士。在烈士陵园的中心是无名战士和芬兰元帅卡尔·古斯塔夫·埃米尔·曼纳海姆的墓地。墓园中其他著名的区域包括芬兰卫兵陵园、艺术家之山以及政治家树林。在墓园范围内还有两个路德宗葬礼小教堂和一个火葬馆。
希耶塔涅米墓园旁边还有另外四个墓园，分别是赫尔辛基犹太人墓园、赫尔辛基伊斯兰墓园、赫尔辛基东正教墓园、以及东正教圣尼古拉堂区的墓园。